# Gyrocheilus tritonia
Gyrocheilus tritonia är en fjärilsart som beskrevs av Edwards 1874. Gyrocheilus tritonia ingår i släktet Gyrocheilus och familjen praktfjärilar. Inga underarter finns listade i Catalogue of Life.